# Josef von Kühn

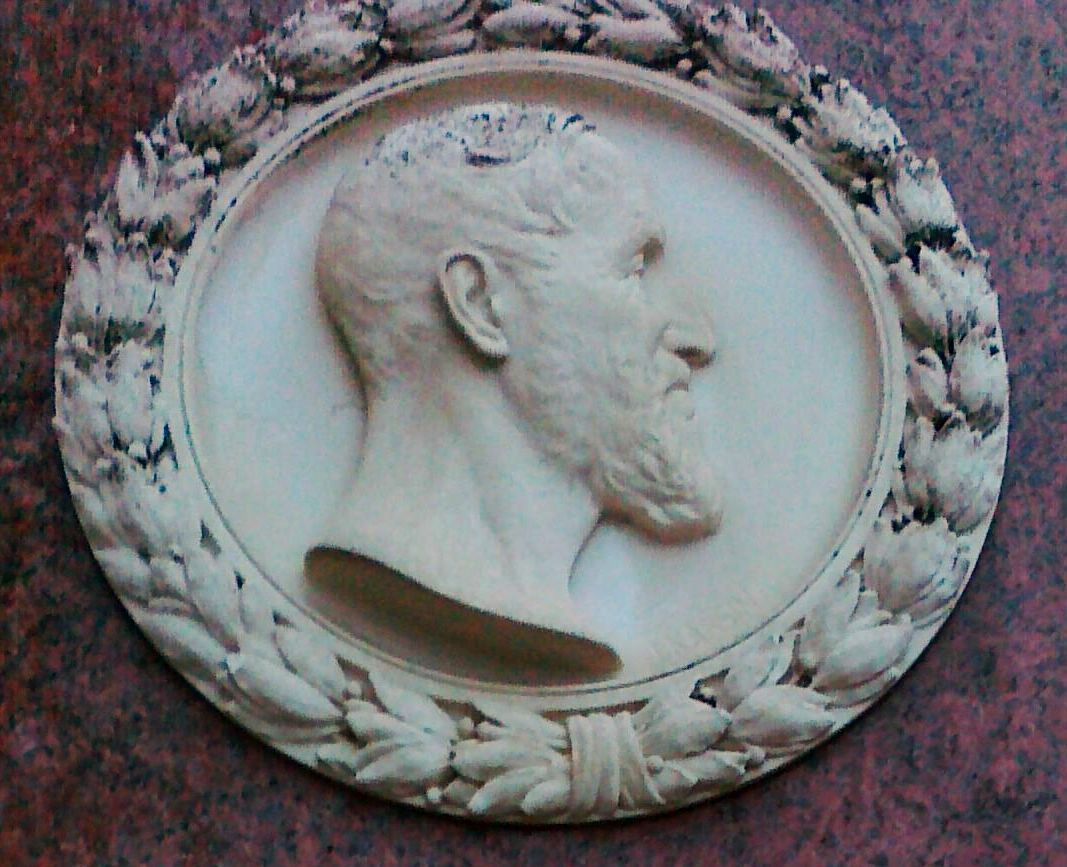
Kassin: Porträtrelief Josef von Kühn, 1913

Josef Kühn, seit 1909 Edler von Kühn (* 5. Dezember 1833 in Wien; † 10. April 1913 in Wien) war ein österreichischer Philanthrop. Er war Gründer und Präsident des Ersten Wiener Volksküchenvereins, Gemeinderat der Stadt Wien, sowie Mitglied im Bundesausschuss des Österreichischen Roten Kreuzes.

## Herkunft und Leben

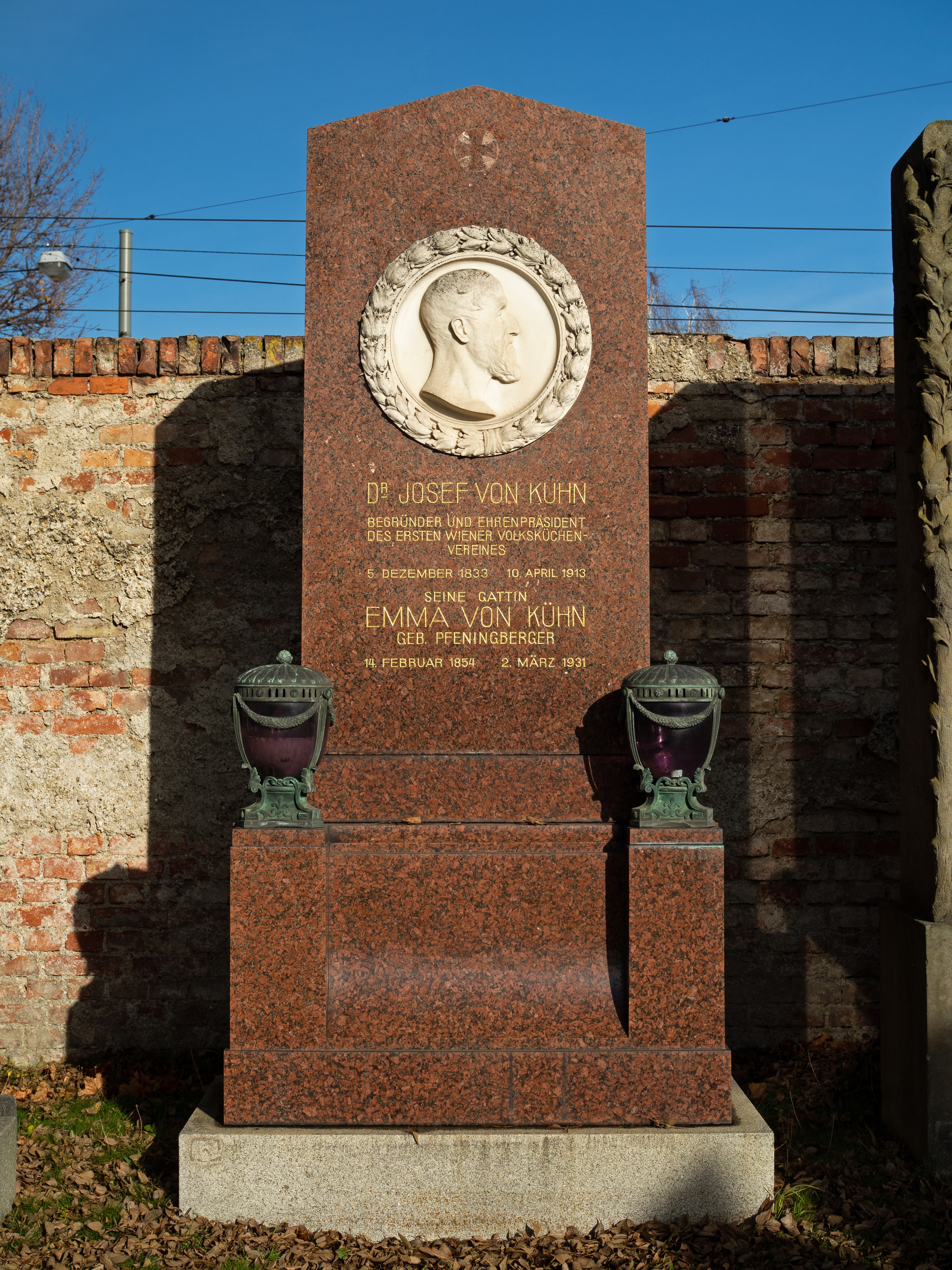
Ehrengrab von Josef von Kühn auf dem Wiener Zentralfriedhof

Joseph Kühn wurde am 5. Dezember 1833 in Wien-Wieden geboren und am selben Tag in St. Carl getauft. Sein Vater, Johann Kühn, war k.k. Rechnungsofficial, Hausbesitzer und Mitglied des Äußeren Stadtrats von Wien, sowie einer der acht Directoren des Wiener Bezirkskrankenhauses Wieden. Seine Mutter Anna entstammte der wohlhabenden Postmeister-Familie Prettenhofer in Neunkirchen, einer Poststation an der Semmeringstraße von Wien nach Grätz (heute Graz). Schon der Großvater Franz Prettenhofer war Mitglied im Aktionärs-Ausschuss der Österreichischen Nationalbank, die Eltern konnten 1844 das Schloss Guntramsdorf bei Wien erwerben.
Nach Absolvierung seiner juridischen Studien einschließlich Promotion war Josef Kühn im Gerichtsdienst und im Staatsministeriums tätig. 1865 gab er die Beamtenstellung auf, um sich als Privater politischen und vor allem gemeinnützigen Tätigkeiten zu widmen. Am 17. Juli 1875 heiratete er in Wien-Oberdöbling Emma Pfeningberger, eine Tochter des Realitätenbesitzers und Wachstuch-Fabrikanten Josef Pfeningberger. Das Paar lebte danach in Wien und in Guntramsdorf, wo die beiden Töchter zur Welt kamen.
Josef Kühn war Ritter des Franz-Joseph-Ordens und erhielt 1909 den Adelstitel "Edler von Kühn", er starb aber schon vier Jahre später am 10. April 1913. Die Stadt Wien gewährte ihm ein Ehrengrab am Wiener Zentralfriedhof (Gruppe 0, Reihe 1, Nr. 67) und benannte den Kühnplatz in Wieden nach ihm.

## Gemeinnützige Tätigkeit

### Volksbank auf der Wieden
Anfang 1868 stellte Kühn gemeinsam mit einem Buchbinder und einem Tischlermeister beim Statthalter den Antrag auf Gründung einer Volksbank auf der Wieden nach dem Muster des deutschen Sozialreformers Schulze-Delitzsch. In seiner Schrift "Über Vorschussvereine als Volksbanken" wies Kühn darauf hin, dass Handwerker und kleine Gewerbetreibende bisher wenig Aussicht auf einen Kredit zu erträglichen Zinsen haben und dass es in Deutschland bereits mehr als 1000 solcher Vorschussvereine gebe, in den deutschsprachigen Gebieten Österreichs (Cisleithaniens) aber erst 19 Vereine. Der neu gegründete Vorschussverein "Wiedener Volksbank" hatte alsbald 350 Mitglieder, konnte den Wiener Börsenkrach von 1873 unbeschadet überstehen und blieb danach zwei Jahrzehnte lang bis 1891 bestehen.

### Erster Wiener Volksküchenverein
Wien war gegen Ende des 19. Jahrhunderts nicht nur die glanzvolle Reichshaupt- und Residenzstadt, es gab auch eine dunkle Seite "im Schatten der Ringstraße".
Um die Not dort nicht mit Almosen zu lindern, sondern mit Essen zum Selbstkosten-Preis, lud Kühn als Mitglied des Bezirksausschusses Wien-Wieden im Oktober 1869 einen größeren Kreis von Herren in das Gemeindehaus des Bezirks ein, um die Gründung eines Vereins zur Errichtung und Leitung einer Volksküche nach dem in Deutschland, namentlich in Berlin, erprobten Grundsatz der Selbsterhaltung ohne Gewinnerzielung zu besprechen. Kühns Vorschlag erhielt zwar Beifall, wurde aber mit großer Mehrheit abgelehnt, weil man mit solchen Unternehmungen bereits Erfahrungen gemacht habe. Die Rumford'schen Suppenanstalten hätten in Wien zwei Jahre bestanden und sich dann aufgelöst. Außerdem sei es ganz unwahrscheinlich, dass sich in Wien genügend Frauen und Fräuleins finden würden, welche bereit wären, als Ehrendamen bei der Speiseabgabe am Buffet täglich abwechselnd zu wirken.
Drei Jahre später unternahm Kühn einen neuen, aber diesmal erfolgreichen Vorstoß zur Gründung eines Volksküchenvereins. Zusammen mit dem Wiedener Bezirksvorsteher und k.k. Hoflieferanten Franz Winkler von Forazest, sowie drei weiteren Bürgern erstellte er im April 1872 ein Programm, das in mehreren tausend Exemplaren ausgesandt wurde. Außerdem bemühten sich die Gründer um die Mitwirkung hochherziger Frauen, die sich in großer Zahl anschlossen und so die Bestrebungen wesentlich förderten. In der konstituierenden Versammlung vom 10. November 1872 genehmigten die überwiegend bürgerlichen Mitglieder das Vereinsstatut der "Ersten Wiener Volksküche im Bezirke Wieden", so dass bereits am 22. Jänner 1873 das erste Speiselokal in Wien IV, Hechtengasse (heute Rienößlgasse) eröffnet werden konnte. Innerhalb weniger Jahre eröffnete der Erste Wiener Volksküchenverein noch drei weitere Volksküchen im I., VI. und VII. Bezirk.

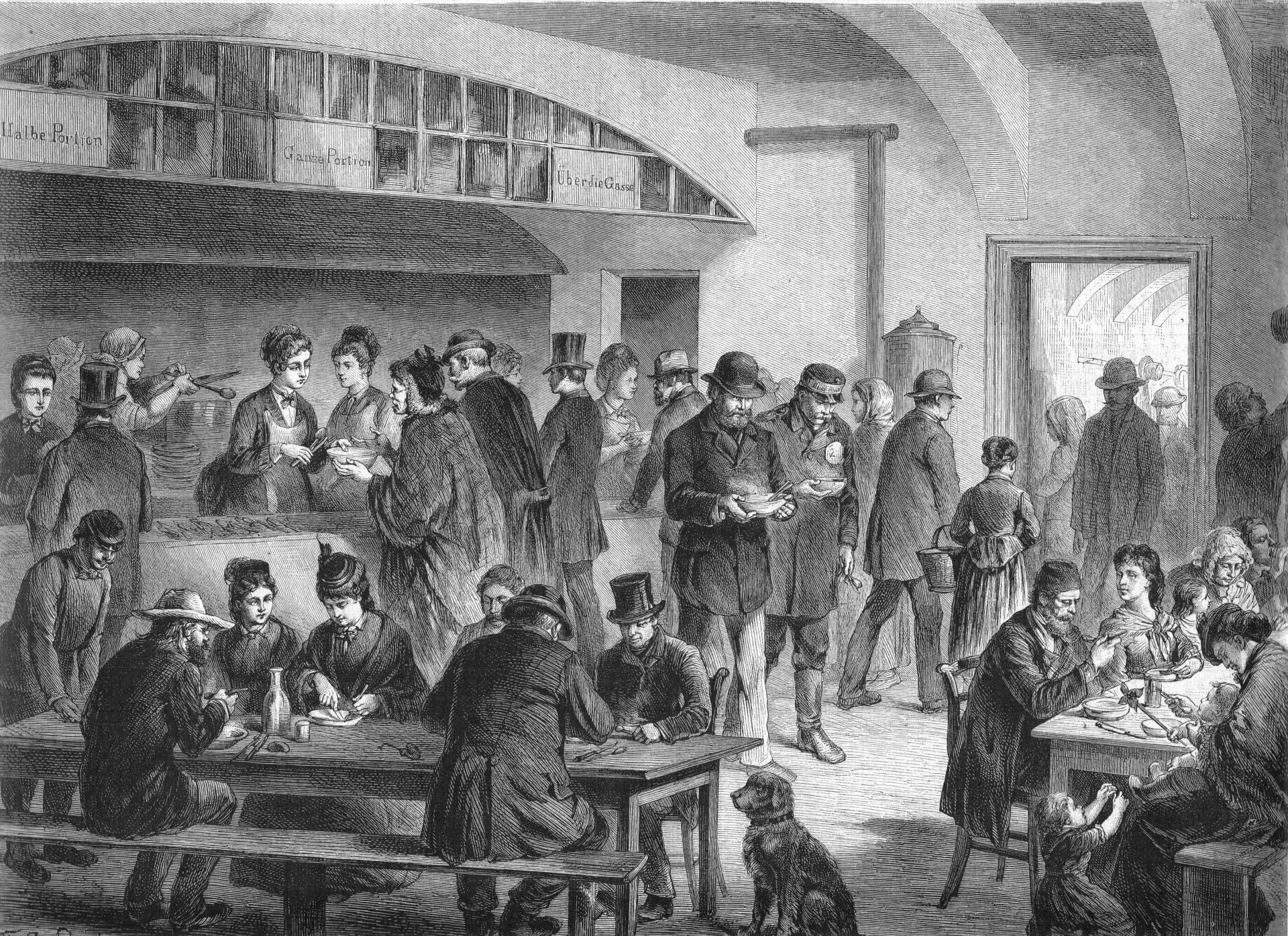
Breitwieser: Eine Volksküche in Wien, 1880

In anderen Bezirken beschränkte sich der Erste Wiener Volksküchenverein zunächst auf die tatkräftige Unterstützung von sechs anderen, rechtlich eigenständigen Volksküchen-Vereinen. Dazu gehörte der Erste Leopoldstädter Volksküchen-Verein, den die Fürstin Marie zu Hohenlohe-Schillingsfürst, die Gattin des kaiserlichen Obersthofmeisters Konstantin zu Hohenlohe-Schillingsfürst ins Leben gerufen hatte. Ebenfalls in der Leopoldstadt befand sich eine Volksküche nach israelitischem Ritus, die koscheres Essen für die jüdische Bevölkerung bereitstellte.

### Hohe Besucher

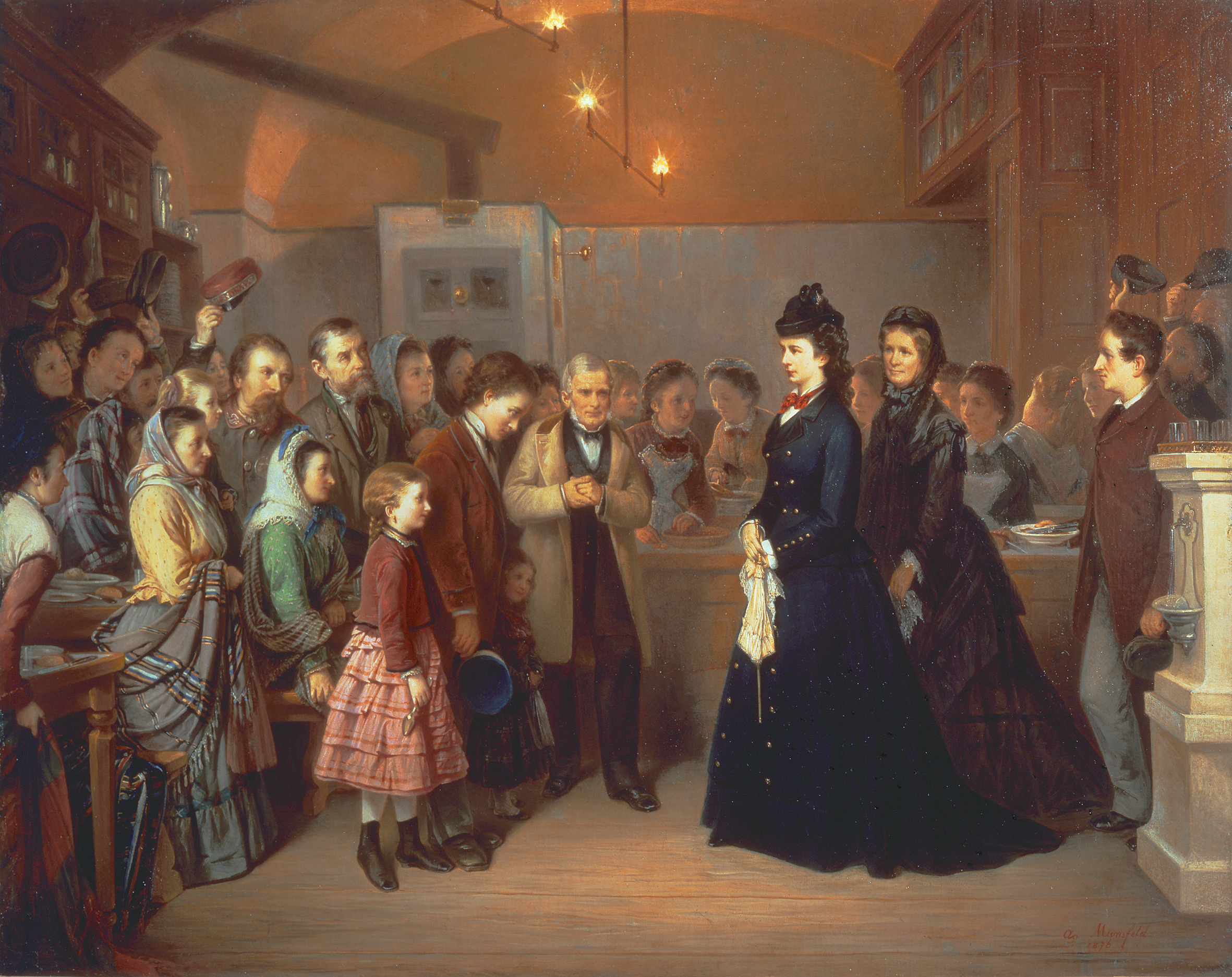
August Heinrich Mansfeld – Besuch der Kaiserin Elisabeth in der Volksküche 1875

Nur wenige Wochen nach Eröffnung besuchte Kaiser Franz Josef am 12. März 1873 persönlich die Erste Wiener Volksküche in Wieden, wo ihn Kühn empfing und ihm die wichtigsten Mitarbeiter vorstellte. Nach Besichtigung der Küche kostete der Kaiser selbst von den Speisen und rühmte ihren Wohlgeschmack. Danach begab er sich in die überfüllten Speiseräume und erkundigte sich bei den Gästen nach ihrer Zufriedenheit. Nach halbstündigem Aufenthalt äußerte der Kaiser nochmals seine Anerkennung über das gemeinnützige Wirken dieses menschenfreundlichen Institutes.
Am 11. Februar 1874 widmete auch Kaiserin Elisabeth der Ersten Wiener Volksküche einen längeren Besuch. Kühn empfing sie am Eingang und stellte ihr seine Mitarbeiter vor. Nach eingehender Besichtigung von Küche und Speisesälen bedankte sich Kühn für die hohe Auszeichnung und Anerkennung, die dem Institut zuteilgeworden sei. Einige Monate nach diesem Besuch übernahm die Kaiserin am 10. Juli 1874 als "Protectorin" den Ehrenschutz über den Ersten Wiener Volksküchenverein.
Am 19. April 1875 kam die Kaiserin mit Ihrer Hofdame, der Gräfin Goëss, unangekündigt zu Fuß zur Innenstadt-Volksküche in der Schönlaterngasse 9. Sie war erstaunt über die gute Entwicklung der Volksküchen in Wien und sprach ihre lebhafte Zustimmung und Anerkennung aus. Dieser Besuch wurde vom Maler August Heinrich Mansfeld in einem Gemälde festgehalten. Nur acht Tage nach seiner Mutter besuchte auch Kronprinz Rudolf am 27. April 1875 die Volksküche in der Schönlaterngasse.

### Gemeinderat der Stadt Wien
Von 1873 bis 1886 war Kühn liberales Mitglied des Wiener Gemeinderats. Vor seiner Wahl hatte Kühn versprochen, dass er sich für die Abschaffung der nach Steuerleistung gestaffelten "Wahlkörper" einsetzen werde, wobei aber erst 1885 eine geringfügige Verbesserung zustande kam. Der Wiener Kommunalkalender dieser Jahre erwähnt Kühns Mitarbeit im Schulbau-Ausschuss, Ortsschulrat, Bezirksschulrat der Stadt Wien, der Steuerreform-Commission und als Antragsteller der Commission zum Schutz der Waldungen im Hochquellengebiet. Außerdem war er Mitglied der Direktion des St. Josef Kinderspitals. Nach dem Ende seiner Gemeinderats-Tätigkeit war er Mitglied im Zentralrat für das Armenwesen in Wien.

### Reform, Ausbau und Sicherung der Volksküchen
Während Kühns Gemeinderatszeit waren zwei der eigenständig betriebenen Volksküchen in Schwierigkeiten geraten, eine davon (Alservorstadt) musste nach Verlusten schließen. Obwohl der Erste Wiener Volksküchenverein davon nicht direkt betroffen war, widmete sich Kühn jetzt mit ganzer Kraft der Reform, dem Ausbau und der Sicherung des Ersten Wiener Volksküchenvereins. Als Voraussetzung dazu wurde die Organisation straffer und zentraler gestaltet und durch Dienstvorschriften geregelt. Die Geschäftsführung der Küchen wurde durch besoldete „Vereinsbeamtinnen“ wahrgenommen und von der vereinsmäßig ehrenamtlichen Aufsicht getrennt. Es wurde eine Küchenrevision geschaffen und die einheitliche Qualität der Speisen durch ein erprobtes "Normal-Kochbuch" sichergestellt. Schließlich wurde die berufsmäßige Heranbildung von Volksküchen-Wirtschafterinnen geregelt.
Ende 1887 wurde die fünfte vereinseigene Volksküche im Arbeiterbezirk Favoriten errichtet, wo ein großer Teil der ärmsten Bevölkerung wohnte. Es folgten neue Volksküchen in Ottakring, Hernals-Ottakring, der Alservorstadt, Fünfhaus, Brigittenau und im damaligen Zwischenbrücken. Nachdem die bisher eigenständige Landstraßer Volksküche mit dem Verein fusioniert hatte, verfügte der Erste Wiener Volksküchenverein 1895 über elf eigene Speiselokale, drei weitere waren in Vorbereitung.
Zur dauerhaften Sicherung seines Bestandes gründete der Verein 1888 eine Stiftung mit einem Stammkapital von 40 000 Gulden, die überwiegend von einem Wohltätigkeits-Basar stammten, den die seither verstorbene Fürstin Johanna von Auersperg 1876 abgehalten hatte. Mit dem Stiftungsvermögen wurde ein Baugrund in Wien-Wieden beschafft, auf dem das "Kaiser Franz Josef-Stiftungshaus" errichtet wurde. Im Stiftungshaus waren neben der Wiedener Volksküche auch Mietwohnungen untergebracht, aus deren Ertrag der Baukredit zurückgezahlt wurde. Auch wenn das Stiftungshaus in einem anonymen Zeitungskommentar als „Zinshaus“ gewertet wurde, sicherte es später in den Notzeiten des 1. Weltkriegs den Weiterbestand der Volksküchen.

### Kühn als Techniker
Der Jurist Kühn entwickelte in den Volksküchen bemerkenswerte technische Neuerungen, über die er in mehreren Schriften berichtete. Jahrzehnte bevor Schnellkochtöpfe erstmals in Haushalten verfügbar waren, führten die Wiener Volksküchen nach mehrjährigen Studien und Versuchen das Kochen unter Dampfdruck nach Papin ein, wodurch sich Brennstoffverbrauch und Kochzeiten halbierten. Zudem gab es weniger Hitze und Dunst in den Küchen.
In Versuchsreihen ermittelte Kühn die beste Wärmedämmung für das "Speisentransportgeschirr", mit dem heiße Speisen aus der Volksküche zu externen Abgabestellen transportiert werden konnten. Auf der Internationalen Ausstellung für Volksernährung in der Wiener Rotunde wurden am 5. Mai 1894 in Anwesenheit von Feldmarschall Erzherzog Albrecht 500 Portionen Gulasch mit Reis in Filztransportkästen (System Dr. Kühn) gefüllt. Als am folgenden Tag der damalige Thronfolger Erzherzog Karl Ludwig die Ausstellung besuchte, wurde der Behälter nach 24 Stunden wieder geöffnet. Der Inhalt war noch dampfend warm und fand die schmeichelhafteste Anerkennung seitens des hohen Gastes.

### Dienstleistung Schulausspeisung
1887 gründete der Wiener Bürgermeister Eduard Uhl mit mehreren Gemeinderäten den "Centralverein zur Beköstigung armer Schulkinder", der den ärmsten Schülern in den Wintermonaten ein warmes Mittagessen bieten sollte. Wegen der Speisenlieferung wurde auch Kühn in den Verwaltungsrat des Centralvereins einbezogen. Die ersten Schulausspeisungen fanden entweder in Volksküchen statt oder in schulnahen Räumlichkeiten, wie Turnhallen. Später errichtete der Centralverein in Arbeiterbezirken zwei spezielle Schulküchen, die vom Ersten Wiener Volksküchenverein zusätzlich zu den 13 vereinseigenen Volksküchen betrieben wurden.
Die Zahl der täglich beköstigten Schüler stieg von Anfang 2600 innerhalb von zwanzig Jahren auf über 10 000. Auch wenn dies nur ein kleiner Teil aller Schüler war, zeigte sich Bürgermeister Lueger 1906 erfreut, dass die Frage der Ausspeisung der armen Schulkinder so glücklich und zur allgemeinen Zufriedenheit gelöst wurde und sprach dem Volksküchenverein seinen wärmsten Dank aus, insbesondere aber seinem unermüdlichen Präsidenten Kühn. Trotzdem wurden Kühn einige Jahre später überhöhte Abrechnungen vorgeworfen. Nach einer Prüfung der Bücher durch städtische Beamte bestätigte jedoch Luegers Nachfolger Josef Neumayer, dass das Vorgehen Kühns und des Volksküchenvereines hinsichtlich der Beistellung von Kost für die armen Schulkinder stets vollkommen korrekt gewesen sei und im Sinne der getroffenen Vereinbarungen die Interessen des Zentralvereins unterstützt und gefördert habe.
Neben dem Zentralverein zur Beköstigung armer Schulkinder erwarben auch die Armeninstitute der Gemeinde Wien und zahlreiche humanitäre Vereine Speisemarken des Volksküchenvereins zur Beköstigung Hilfsbedürftiger, darunter auch die Studentenconvicte und der Techniker-Unterstützungsverein an der Technischen Hochschule Wien.

### Verpflegung für Rotes Kreuz
Als Mitglied im Bundesausschuss des Österreichischen Roten Kreuzes befasste sich Kühn in mehreren seiner Schriften mit der Verpflegung in Einrichtungen des Roten Kreuzes, wie Krankenhaltstationen, Rotkreuz-Spitälern und Vereins-Rekonvaleszentenheimen. In diesem Sinne stellte der Volksküchen-Verein schon in Friedenszeit die Morgen-, Mittag- und Abendkost für die Krankenhaltstation des "Österreichisch-Patriotischen Hilfsvereines vom Roten Kreuze" am Wiener Nordbahnhof. Für den Fall einer Mobilisierung plante der Volksküchen-Verein die Beistellung von Durchzugskost an Mobilisierte und die Beköstigung der hilfsbedürftigen Familien von Mobilisierten. Für den Fall einer Epidemie hielt der Volksküchen-Verein drei im Spitalsdienst geschulte Wirtschafterinnen in Bereitschaft.
Bei der Erdbebenkatastrophe in Laibach (heute Ljubljana, Slowenien) im Frühjahr 1895 konnte der Erste Wiener Volksküchen-Verein diese Planungen in die Tat umsetzen. Um 5 Uhr nachmittags wurden 4000 Portionen eingebrannter Linsen in Wien gekocht, in Speisetransportgeschirre gefüllt, mit der k.k. Südbahn nach Laibach transportiert und am nächsten Tag um 1 Uhr mittags noch dampfend heiß an fünf verschiedenen Plätzen der Stadt kostenlos an die Bevölkerung verteilt. Am zweiten Tag wurden in gleicher Weise 2000 Portionen Gulasch mit Reis in Wien gekocht und in Laibach verteilt. Am dritten Tag wurde die inzwischen nach Laibach transportierte Notstandsküche des Vereins von einer der Wirtschafterinnen in Betrieb genommen, so dass dort acht Wochen lang täglich 2000 bis 3000 Essensportionen ausgegeben werden konnten.

### Nach dem Tode Josef Kühns
Ein Jahr nach dem Tode Kühns brach der Erste Weltkrieg aus. Unter Kühns Nachfolger Ferdinand Dehm betrieb der Verein nun 15 Wiener Volksküchen, versorgte durchziehende Mobilisierte und lieferte die Krankenkost für mehrere Spitäler und Rekonvaleszentenheime des Roten Kreuzes. Trotz der schwierigen Lebensmittel-Beschaffung verdoppelte sich die Zahl der abgegebenen Essensportionen von 14 Millionen im Jahre 1914 auf 28 Millionen im Jahre 1917, doch wurden dadurch die Finanzreserven des Vereins aufgezehrt.
Im letzten Kriegssommer 1918 verabschiedete Frieda Hussarek, die Tochter Josef Kühns und Gattin des k.k. Ministerpräsidenten Hussarek von Heinlein, gemeinsam mit Bürgermeister Weiskirchner 1100 Wiener Kinder am Ostbahnhof zum Ferienaufenthalt nach Ungarn. Für ihr verdienstvolles Wirken auf dem Gebiete der Kriegsfürsorge erhielt Frieda im Mai 1919 vom Wiener Gemeinderat unter Vice-Bürgermeister Reumann die "Eiserne Salvator-Medaille" der Stadt Wien.
Nach dem Weltkrieg hatten die Volksküchen schwer zu kämpfen. Lebensmittel waren teuer und schwer zu beschaffen, die Essenspreise mussten erhöht werden, was sich verarmte Gäste nicht mehr leisten konnten. Schließlich mussten 1923 alle Küchen des Ersten Wiener Volksküchenvereins geschlossen werden. Durch Umstellung auf das "Gemeinschaftsküchen"-System von Eugenie Schwarzwald gelang es jedoch dem neuen Vereinspräsidenten Maximilian Chawrat, die verbliebenen elf Volksküchen schon nach vier Monaten wieder zu eröffnen.
Unter den Gratulanten zur Wiedereröffnung der Volksküchen und zur Feier des 50-jährigen Gründungs-Jubiläums war auch der österreichische Bundespräsident Michael Hainisch. Vor einer Porträtbüste Kühns erinnerte der Bundespräsident daran, dass er den Begründer der Wiener Volksküchen schon als Knabe kennengelernt habe. Kühns Tat sei umso bemerkenswerter, als damals soziale Arbeit noch ganz unbekannt war. Die Wiedereröffnung der Volksküchen sei auch ein Ehrentag für den verstorbenen Gründer. Der ebenfalls anwesende Schwiegersohn Kühns, Ministerpräsident a. D. Hussarek dankte hernach dem Bundespräsidenten für die ehrende Erinnerung.
Fünfzehn Jahre später wurden nach dem Anschluss Österreichs auch die Volksküchen gleichgeschaltet und Anfang 1939 in die NS Volkswohlfahrt eingegliedert.

## Schriften (Auswahl)
- Volksbank auf der Wieden. In: Neues Wiener Tagblatt. 5. Januar 1868, S. 10 (anno.onb.ac.at).
- Über Vorschussvereine als Volksbanken. Verein für Volkswirtschaftlichen Fortschritt, Wien 1868 (data.onb.ac.at).
- Das Rothe Kreuz und der projektirte Samariter-Bund., Reisser & Werthner, Wien 1893 (data.onb.ac.at).
- Die Wiener Volksküche, unter Darlegung der Organisation des unter dem Protectorate Ihrer Majestät der Kaiserin Elisabeth stehenden ersten Wiener Volksküchen-Vereines, 2., erweiterte und umgearbeitete Aufl. Wien 1894
- Vorteilhafte Benützung des Papinschen Kochsystems zur Speisezubereitung im Großen. Reissner, Wien 1895 (data.onb.ac.at).
- Das Rothe Kreuz und der Verköstigungsdienst im Staate. Reisser & Werthner, Wien 1900 (data.onb.ac.at).
- Leitfaden für den Verköstigungsdienst in eigener Regie bei den Vereins-Reserve-Spitälern der österr. Ges. vom rothen Kreuze. Reisser & Werthner, Wien 1900 (data.onb.ac.at).
- Das Speisentransportgeschirr (System Dr. Kühn) im Dienste der öffentlichen Wohlfahrts und der freiwilligen Kriegskrankenpflege. Reisser, Wien 1905 (data.onb.ac.at).
- Zur Verhütung einer Spitalsnot in künftigen Kriegen. Reissers Söhne, Wien 1908 (data.onb.ac.at).